# Club de Golf Los Leones
El Club de Golf Los Leones es un club y recinto deportivo ubicado en el barrio El Golf de la comuna de Las Condes, en la ciudad de Santiago, Chile. Aunque está abocado a la práctica del golf, también tiene instalaciones para otros deportes como tenis y squash.

## Historia
El 3 de agosto de 1910 se formó el Santiago Golf Club, y el 25 de septiembre de ese mismo año se realizó el primer juego en una cancha de golf en el Hipódromo Chile. Al año siguiente el club se trasladó a la avenida El Bosque, donde se construyó una cancha de 9 hoyos.
En 1921 la actividad del club se trasladó a terrenos de Ricardo Lyon en Los Leones, en una cancha de 18 hoyos. El club funcionó en esta ubicación hasta el año 1937, cuando fue inaugurada la cancha en un terreno de 71 hectáreas en los faldeos del cerro San Luis, que formaban parte de los fundos San Luis y Santa Julia.
Agustín Edwards Budge diseñó la cancha de golf, mientras que el parque fue diseñado por Óscar Prager.